# Напримеров, Александр Афанасьевич
Алекса́ндр Афана́сьевич Напримеров (18 мая 1953 — 20 апреля 2014) — генерал-майор ВС РФ, начальник Челябинского высшего военного автомобильного командно-инженерного училища в 1999—2008 годах, кандидат психологических наук, доцент.

## Биография
Родился 18 мая 1953 года в селе Канино Рязанской области. Окончил Рязанское высшее военное автомобильное инженерное училище (РВВАКУ) в 1975 году (с золотой медалью) и Ленинградскую военную академию тыла и транспорта в 1988 году (с золотой медалью). Службу проходил в Московском, Ленинградском и Приволжско-Уральском военных округах.
В 1975—1977 годах — курсовой офицер РВВАКУ, в 1977—1985 годах преподаватель в Школе младших автомобильных специалистов (Острогожск, Воронежская область) — командир учебного взвода, заместитель и командир учебной роты, начальник учебного батальона. После 1988 года проходил службу в Челябинском высшем военном автомобильном командно-инженерном училище (ЧВВАИУ), преподавал и там, и в Военной академии тыла и транспорта. В ЧВААИУ — преподаватель кафедры эксплуатации автомобильной техники и начальник кафедры автомобильной техники, командир батальона обеспечения учебного процесса и батальона курсантов. В 1995—1998 годах — начальник автомобильного факультета Военной академии тыла и транспорта. Заместитель начальника ЧВВАИУ в 1998—1999 годах.
В 1999—2008 годах — начальник ЧВВАИУ. Защитил кандидатскую диссертацию «Формирование эмоциональной устойчивости постоянного состава ввуза». На пенсии с 2008 году по выслуге лет. С октября 2008 по сентябрь 2009 года — генеральный директор «Станкомаша». В ноябре 2009 года избран на пост председателя Челябинского регионального отделения ДОСААФ России (областная организация РОСТО). В 2013 году назначен на пост заместителя председателя ДОСААФ России по взаимодействию с командованием Центрального военного округа.
Скончался 20 апреля 2014 года в Челябинске. Похоронен на Митрофановском кладбище.

## Награды
- Орден Почёта (2005)[3]
- Орден «За службу Родине в Вооружённых Силах СССР» III степени[2][6] (1991)[3]
- Медаль «За отличие в воинской службе» I степени[2][6]
- Медаль «За безупречную службу» I, II и III степеней[2][6]
- Медаль «60 лет Вооружённых Сил СССР»[2]
- Медаль «70 лет Вооружённых Сил СССР»[2]
- Медаль «200 лет Министерству обороны»[2]
- иные медали[2]
- Почётный гражданин Сапожковского района Рязанской области (10 августа 2005)[6]